# Jules Ozenne

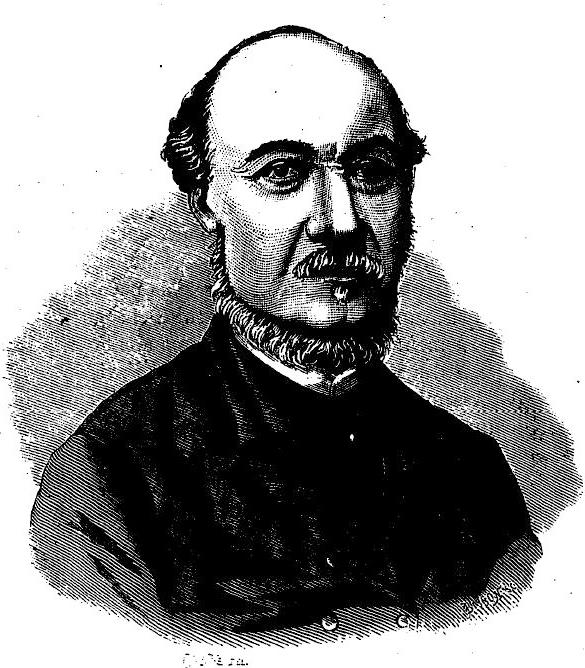
Jules Ozenne

Jules Ozenne (* 8. Dezember 1809 in Louviers; † 2. März 1889 Torcy) war ein französischer Politiker während der Dritten Republik.

## Leben
Jules Ozennes Vater war Tuchmacher. Er schlug eine Verwaltungslaufbahn ein und wurde 1864 zum Staatsrat und 1869 zum Generalsekretär des Ministeriums für Landwirtschaft und Handel berufen. 1873 wurde er zum Großoffizier der Ehrenlegion ernannt. Er war vom 23. November bis 13. Dezember 1877 Minister für Landwirtschaft und Handel im Übergangskabinett Rochebouët und Generalkommissar der Weltausstellung 1878.

## Werke
Ozenne hat mehrere Werke verfasst, darunter
- Exposition internationale et universelle de Philadelphie, 1877[3]
- Atlas graphique et statistique du commerce de la France avec les pays étrangers, pour les principales marchandises, pendant les années 1859 à 1875, 1878[4]